# 叶大庆
葉大慶（?—?），字荣甫，龙泉人氏。宋朝學者。
开禧元年（1205年）中进士，早年入县学，二十歲時升京师国子学。授建州州学教授。晚年有疾，謝絕一切應酬，閉門著書，著有《考古質疑》一書。
大慶卒後，其友建州郡丞葉武子将《考古質疑》六卷付梓，宝庆二年（1226年）出刊，明初收入《永乐大典》。原書久佚，清初四庫館臣自《永樂大典》錄出。